# 布萊恩·斯泰潘內克
布萊恩·斯泰潘內克（英語：Brian Patrick Stepanek，1971年2月6日—）是美國的一位演員。他最著名的作品是在迪士尼頻道電視劇小查與寇弟的頂級生活中飾演Arwin Hawkhauser角色。他也是一位配音演員。